# Шимохтино
Шимохтино — село в Александровском муниципальном районе Владимирской области России, входит в состав Андреевского сельского поселения.

## География
Село расположено на берегу реки Большой Киржач в 8 км на восток от центра поселения села Андреевского и в 25 км на восток от города Александрова.

## История
Царем Иваном Васильевичем Грозным село Спас-Шимохтино пожаловано было пожаловано родичам его супруги Собакиным, от них перешло к князьям Шаховским, а у последних куплено семейством харьковского губернатора В. Г. Муратова, который поселился здесь на склоне жизни. В актах генерального межевания село Шимохтино называется почему-то Негодяевым.
Каменный двухэтажный храм построен был в 1727 году с благословения Преосвященного Иоакима, Епископа Суздальского и Юрьевского, на средства местного помещика окольничнего Михаила Васильевича Собакина. Престолов в церкви было четыре: в верхнем этаже во имя Всемилостивого Спаса, в нижнем — теплом во имя святого Николая Чудотворца, во имя святых благоверных князей Бориса и Глеба и во имя святго Иоанна Богослова. Приход состоял из села Спас-Шимохтина и деревень: Осина и Каблукова. В селе Шимохтине имелась земская народная школа, учащихся в 1892-93 годах было 30. В годы Советской Власти церковь была полностью разрушена.
В XIX и первой четверти XX века село входило в состав Андреевской волости Александровского уезда. В 1905 году в селе Шимохтино числилось 52 двора, в Шимохтинской усадьбе — 4 двора, на Шимохтинской мельнице — 1 двор.
В годы советской власти до 1998 года село входило в состав Андреевского сельсовета.

## Население
| 1859 | 1905 | 1926 | 2002 | 2010 | 2021 |
| ---- | ---- | ---- | ---- | ---- | ---- |
| 210  | ↗257 | ↗271 | ↘20  | ↘12  | ↘11  |

## Известные жители
- Докучалов, Павел Семёнович (1921—1947) — военный лётчик, Герой Советского Союза.
- Воронин, Владимир Алексеевич (1925—2008) — техник, слесарь-инструментальщик; лауреат Государственной премии СССР.